# Барнави, Райяна
Райяна Барнави (араб. ريانة برناوي‎; род. в сентябре 1988 г.) — учёный в области биомедицины и астронавт Саудовской Аравии, 1-я женщина-арабка, совершившая космический полёт.

## Биография
Райяна Барнави родилась в сентябре 1988 года в Джидде. Она получила степень бакалавра биомедицинских наук в Университете Отаго и степень магистра биомедицинских наук в Alfaisal University, где изучала адгезию стволовых клеток рака молочной железы. Райяна работала лаборантом-исследователем в Специализированной больнице и исследовательском центре короля Фейсала в Эр-Рияде. 12 февраля 2023 года было объявлено, что Райяна Барнави и капитан Королевских ВВС Саудовской Аравии Али Аль-Карни отобраны Саудовской космической комиссией для участия в миссии SpaceX AX-2.

## Космический полёт
22 мая 2023 года Райяна Барнави прибыла на Международную космическую станцию на борту корабля Crew Dragon (Freedom) в качестве специалиста миссии SpaceX AX-2. Во время своего 8-дневного пребывания на Международной космической станции она провела несколько экспериментов в области биомедицины и информационно-пропагандистские мероприятия вместе с саудовским астронавтом Али Аль-Карни, космическим туристом Джоном Шоффнером и командиром — бывшим астронавтом НАСА Пегги Уитсон.
| #               | Стартовый корабль | Старт                 | Корабль посадки | Посадка               | Налёт                    |
| --------------- | ----------------- | --------------------- | --------------- | --------------------- | ------------------------ |
| 1               | SpaceX AX-2       | 21.05.2023, 21:37 UTC | SpaceX AX-2     | 31.05.2023, 03:04 UTC | 9 суток 5 часов 26 минут |
| Суммарный налёт | Суммарный налёт   | Суммарный налёт       | Суммарный налёт | Суммарный налёт       | 9 суток 5 часа 26 минут  |